# St. Johannes der Täufer (Tröbes)

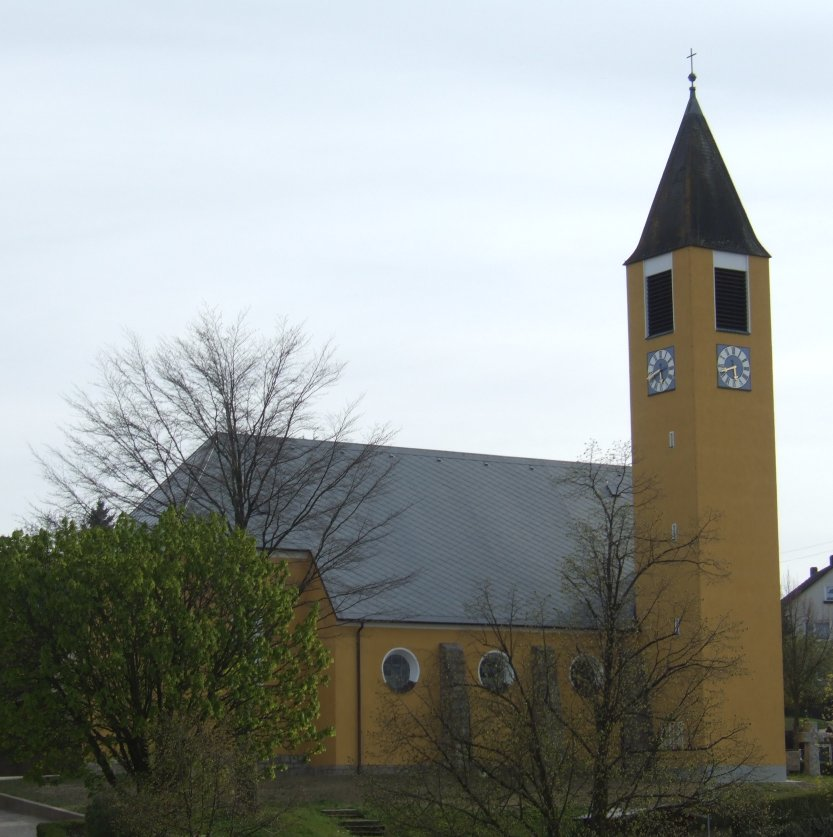
Kirche St. Johannes der Täufer in Tröbes (2007)

Die Kirche St. Johannes der Täufer in Tröbes ist eine Filialkirche der römisch-katholischen Pfarrei Moosbach. Die Kirche liegt im Gemeindeteil Tröbes im Oberpfälzer Landkreis Neustadt an der Waldnaab (Tröbes 41).

## Geschichte
Bereits 1335 wird vermerkt, dass die Einwohner von Tröbes den Blutzehent an die Pfarrei von Moosbach leisten mussten, d. h. von den Gänsen, Enten und Hühnern das zehnte Stück, von einer Kuh 3 kr und von einem Lamm ebenfalls 3 kr. Ebenso musste der Großzehent von Weizen, Korn, Gerste und Hafer geleistet werden und der Kleinzehent (Grünzehent) von Kartoffeln, Krauz, Dorschen und Rüben. Nach dem Salbuch von 1336 gehörte das Dorf dem Kloster St. Emmeram und wurde durch die Propstei Böhmischbruck verwaltet.

## Kirchengebäude

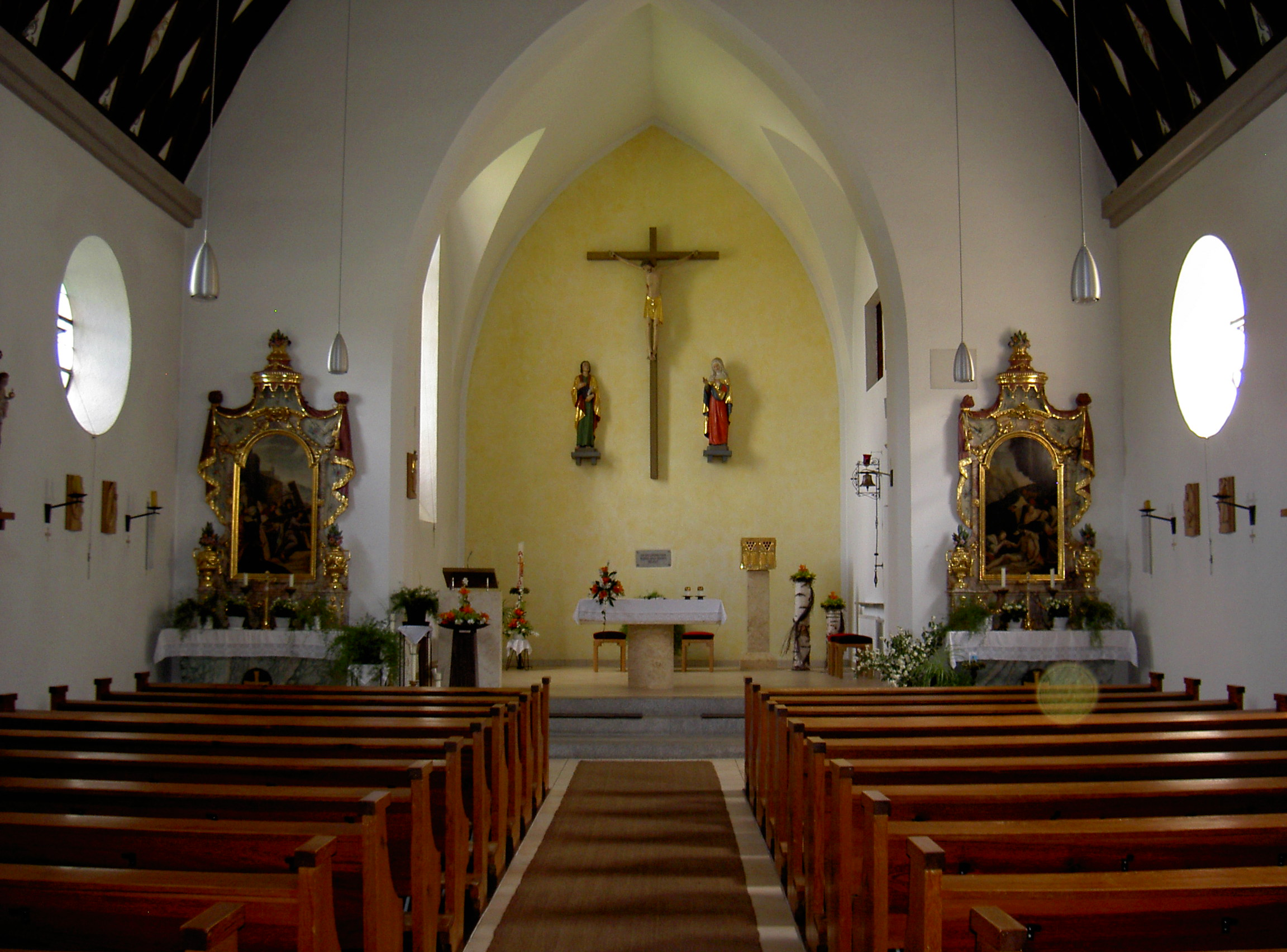
Innenansicht der Kirche von Tröbes

1889 suchte die Gemeinde Tröbes um Errichtung einer eigenen Seelsorgestelle an und 1893 nochmals um eine Expositurkirche. Ein Kirchenbauverein wurde 1929 gegründet. Am 13. August 1933 fand die Grundsteinlegung statt; am 24. Juni 1934 wurde die Kirche eingeweiht.
1952 erhielt die Kirche für 11.000.- DM eine Orgel, gebaut der Orgelbaufirma Weise (Plattling).
1968 wurde der Turm mit einem Spitzhelm angebaut. Am 15. Juli 1968 konsekrierte Weihbischof Josef Hiltl die Filialkirche.

## Ausstattung
Die moderne Kirche ist eine Saalkirche mit einem Steildach. Über dem eingezogenen Rechteckchor befindet sich ein Walmdach. Die Eingangsvorhalle und die Strebepfeiler bestehen aus bossierten Quadern.
Im Inneren ist die Kirche mit zwei barocken Seitenaltären und weiteren spätbarocken Figuren ausgestattet. Der linke Seitenaltar stellt eine Kreuzwegstation dar, der rechte die Beweinung am Grab Christi. Im Altarraum hängt ein Kreuz Christi mit den Figuren der Mutter Maria und einem Evangelisten, dem Apostel Johannes. Weitere Figuren im Kircheninneren sind St. Johannes der Täufer, der Nährvater Josef und eine Apokalyptische Madonna mit Kind.

### Glocken
Nach der Errichtung des Kirchturms schaffte man vier Glocken der Glockengießerei Rudolf Perner in Passau an. Sie besitzen ein Gesamtgewicht von 1329 kg und sind in den Tönen g1, h1, d2 und e2 gestimmt. Die größte Glocke ist dem Kirchenpatron St. Johannes dem Täufer gewidmet, die anderen der Hl. Maria, den Armen Seelen und dem Heiligen Kreuz. Die Glockenweihe fand am 20. Juli 1967 statt.